# Agnieszka Żuławska-Umeda
Agnieszka Żuławska-Umeda (ur. 10 grudnia 1950) – japonistka, tłumaczka języka japońskiego, doktor nauk humanistycznych. Adiunkt japonistyki Uniwersytetu Warszawskiego, filolog.

## Życiorys
Córka  Juliusza Żuławskiego, bratanica Wawrzyńca Żuławskiego, żona Yoshiho Umedy.
Swoją rozprawę doktorską napisała pod kierunkiem profesora Wiesława Kotańskiego. Jest członkinią Polskiego PEN Clubu, Polskiej Fundacji Japonistycznej oraz członkinią honorową Polskiego Stowarzyszenia Haiku. Przewodnicząca kapituły Nagrody Poetyckiej im. Ewy Tomaszewskiej. Współpracowała z czasopismem Japonica. Prowadzi warsztaty w Szkole Haiku KUZU w Warszawie.

## Publikacje
- Poetyka szkoły Matsuo Bashō (lata 1684-1694), Wydawnictwo Neriton, Warszawa 2007, s. 269, ISBN 978-83-7543-011-0

## Tłumaczenia
- Haiku – wydanie pierwsze: Ossolineum, Wrocław 1983; wydanie drugie: Elay, Jaworze 2010, ISBN 978-83-930284-7-4
- Matsuo Bashō, Z podróżnej sakwy, z dodaniem Dziennika podróży do Sarashina, Sen, Warszawa 1994, ISBN 83-900176-8-7
- Antologia poezji koreańskiej (razem z Choi Gunn-Young), Państwowy Instytut Wydawniczy, Warszawa 2000
- Księga pięciu kręgów Gorin-No Sho, Diamond Books, Bydgoszcz 2001
- Samurajskie wersety, Ludowa Spółdzielnia Wydawnicza, Warszawa 2005